# 野殿 (安中市)
野殿（のどの）は、群馬県安中市の地名。郵便番号は379-0114。面積は4.61km2(2010年現在)。

## 地理
碓氷川と九十九川の合流する付近の南方、東の岩井川と西の天神川にはさまれて位置している。

### 河川
- 岩井川
- 天神川

## 歴史
江戸時代頃からある地名で、甘楽郡小幡を本拠地とする旗本小幡氏領だった。
天正年間に野殿村は北野殿、中野殿、東野殿、水境の4か村に分村したが、明治2年に合併し、再び野殿村となった。

### 年表
- 1889年4月1日 町村制施行により、野殿村は岩井村、大谷村と合併して岩野谷村が成立する。
- 1955年3月1日 岩野谷村は、（旧）安中町、原市町、磯部町、東横野村、板鼻町、秋間村、後閑村と合併して安中町となる。そのため、安中町野殿となる。
- 1958年11月1日 市制施行により、安中町は安中市となる。そのため安中市野殿となる。

### 地名の由来
西の連なる横野原の末に立地していることにちなむ。

## 世帯数と人口
2017年（平成29年）7月31日現在の世帯数と人口は以下の通りである。
| 大字 | 世帯数  | 人口    |
| ---- | ------- | ------- |
| 野殿 | 474世帯 | 1,031人 |

## 教育
市立小・中学校に通う場合、学区は以下の通りとなる。
| 番地 | 小学校             | 中学校             |
| ---- | ------------------ | ------------------ |
| 全域 | 安中市立碓東小学校 | 安中市立第一中学校 |

## 交通

### 鉄道
同町に鉄道駅はない。

### 道路
国道は通っていない。県道は群馬県道10号前橋安中富岡線が通っている。

## 施設
- 白山姫神社
- 安中警察署野殿駐在所

## 避難所
指定緊急避難場所
- 北野殿公会堂[6]
- 東野殿公会堂 (山地災害危険地区にあるため、水害時の避難には注意が必要とされている。)
- 中野殿公会堂 (東側に傾斜があるため、土砂災害時の避難には注意が必要とされている。)
- 第6区水境公会堂 (河川が近くにあるため、水害時の避難には注意が必要とされている。)

指定避難所
町内に安中市から指定された避難所は無いため、岩野谷地区の別の町の避難所に避難することとなる。